# Alain Jouffroy

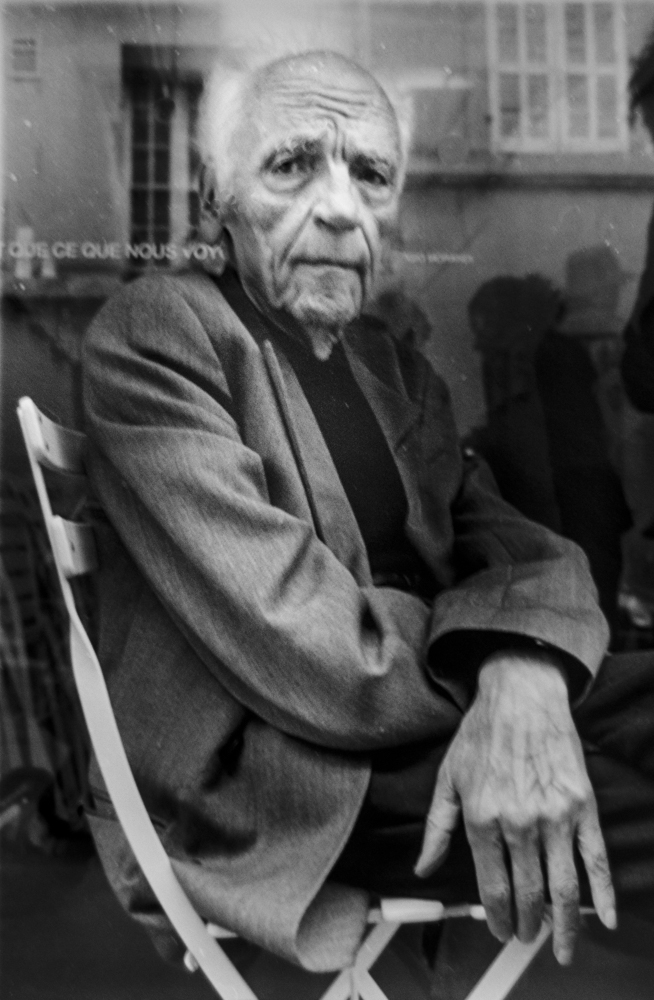
Alain Jouffroy (2015)

Alain Jouffroy (* 11. September 1928 in Paris; † 20. Dezember 2015 ebenda) war ein französischer Schriftsteller, Dichter und Kunstkritiker.

## Leben und Werk
Alain Jouffroy verbrachte den Zweiten Weltkrieg mit seiner Mutter in einem Dorf im Département Jura. 1946 traf er auf André Breton, der ihm zur Leitfigur wurde, bevor er zu Louis Aragon umschwenkte. Zu seinem Umkreis gehörten der Maler Victor Brauner und die Dichter Stanislas Rodanski, Sarane Alexandrian, Jean-Dominique Rey und Claude Tarnaud. Daneben traf er mit Henri Michaux und Francis Picabia zusammen sowie mit Marcel Duchamp. Ab den 1960er Jahren wurde er eine bestimmende Figur der Avantgarde in der Bildenden Kunst. Daniel Pommereulle und Roberto Matta wurden ihm zu Freunden. Mit Jean-Jacques Lebel organisierte er Demonstrationen.
1967 war er Mitgründer der Zeitschrift für moderne Kunst Opus international. 1968 gehörte er zu den Mitgründern der Union des Écrivains um Jean-Pierre Faye. Von 1974 bis 1981 gab er die Kunstzeitschrift XXe siècle heraus. Ab den 1980er Jahren wandte er sich den fernöstlichen Zivilisationen zu.
Alain Jouffroy erhielt 2000 den Prix Guillaume Apollinaire und 2006 den Prix Goncourt/Dichtung. Als er 2015 im Alter von 87 Jahren starb, zählte sein Werk rund 200 Titel.

## Werke (Auswahl)

### Gesammelte Gedichte
- C'est aujourd'hui toujours. 1947–1998.  Gallimard, Paris 1999. 2005 (mit Vorwort von Michel Onfray).
- C'est partout ici. 1955–2001. Poèmes. Gallimard, Paris 2001.

### Romane und weitere Prosa
- Le Mur de la vie privée. Récit. Grasset, Paris 1960. (Vorwort von Max-Pol Fouchet)
- Un Rêve plus long que la nuit. Roman. Gallimard, Paris 1964.
- Le temps d'un livre. Gallimard, Paris 1966. Rocher, Monaco 1993. (Roman über Stanislas Rodanski)
- Trajectoire. Récit récitatif. Gallimard, Paris 1968.
- L'Usage de la parole. Roman.  Fayard, Paris 1971.
- Le Roman vécu. R. Laffont, Paris 1978.
- Le Monde est un tableau. Récit. P. Bordas et fils, Barbizon 1979.
- L'Indiscrétion faite à Charlotte. Roman. R. Laffont, Paris 1980.
- La Treizième lettre. Roman. Grasset, Paris 1986.
- L'espace du malentendu. Récit. C. Bourgois, Paris 1987.
  - (deutsch) Versehen. Ed. Schwarz, Stuttgart 1989. (übersetzt von Helga Moser-Rabenstein)
- Dernière recherche de l'âme, demain. Roman. Rocher, Monaco 1997.
- Conspiration. Récit. Gallimard, Paris 2000.
- Le livre qui n'existe nulle part. Roman. La Différence, Paris 2007.

### Weitere Werke
- Brauner. G. Fall, Paris 1959.
- Henri Michaux. G. Fall, Paris 1961.
- Une Révolution du regard, à propos de quelques peintres et sculpteurs contemporains. Gallimard, Paris 1964, 2008. (gesammelte Essays)
- Aube à l'antipode. Carnets de bord tenus sous forme de notes analogiques expéditives. Le Soleil noir, Paris 1966. (Zeichnungen von René Magritte)
- La Fin des alternances. Gallimard, Paris 1970.
- Liberté des libertés. Le Soleil noir, Paris 1971. (Zeichnungen von Joan Miró)
- L'incurable retard des mots suivi de Discours sur le peu de révolution.  J.J. Pauvert, Paris 1972.
- Baj. Musée de poche, Paris 1972.
- Scanavino. Fall, Paris 1973. (zweisprachig französisch und englisch)
- La Séance est ouverte. Arguments contre l'élargissement du pouvoir de la critique dominante. Paris 1974.
- Les Pré-voyants. La Connaissance, Brüssel 1974.
- Dégradation générale. Seghers, Paris 1974.
- Les Empreintes de Recalcati 1960–1962. C. Bourgois, Paris 1975.
- De l'Individualisme révolutionnaire. Paris 1975.
- Éternité, zone tropicale. C. Bourgois, Paris 1976.
- (mit Philippe Bordes) Guillotine et peinture. Topino-Lebrun et ses amis. Chêne, Paris 1977.
- Le Gué. Machiavel, Novalis, Marx  (et une) Correspondance avec Philippe Sollers. C. Bourgois, Paris 1977.
- Le Théâtre du Capitole 1542–1977. Privat, Toulouse 1978.
- L'ordre discontinu. Soleil noir, Paris 1979.
- La vie réinventée. L'explosion des années 20 à Paris. R. Laffont, Paris 1982. Rocher, Monaco 2004.
- Piero di Cosimo ou la forêt sacrilège. R. Laffont, Paris 1982. Straßburg 2021.
- Miró. Hazan, Paris 1987. Weber, Genf 1987.
- Minos ou l'Humour en liberté. Galilée, Paris 1987.
- Franco Gentilini. Fabbri, Mailand 1987.
- Éros déraciné 1959–1989. Le Castor astral, Bordeaux 1989.
- Aimer David. Terrain vague, Paris 1989. Straßburg 2021.
- Arthur Rimbaud et la liberté libre. Rocher, Monaco 1991. (Vorwort von Alain Borer)
- Avec Henri Michaux. Rocher, Monaco 1992.
- Klasen. Différence, Paris 1993. (Peter Klasen)
- Gérard Schlosser. Loeb, Paris 1993.
- (mit Pierre Klossowski) Le secret pouvoir du sens. Entretiens. Ecriture, Paris 1994.
- Manifeste de la poésie vécue. Gallimard, Paris 1994.
- Vladimir Veličković. Dessins, 1957–1979. Acatos, Paris 1996.
- Victor Brauner, le tropisme totémique. Dumerchez, Creil 1996.
- Martial Raysse. Fall, Paris 1996.
- De l'individualisme révolutionnaire; suivi de Le gué; et de Correspondance avec Philippe Sollers. Gallimard, Paris 1997.
- Vladimir Velickovic. Dessins & oeuvres sur papier, 1980–1997. Acatos, Lausanne 1998.
- Une petite cuiller dans le bol. Du surréalisme à l'Externet en passant par l'individualisme révolutionnaire. Entretiens avec Gianfranco Baruchello, Renaud Ego, Malek Abbou. Paroles d'aube, Grigny 1998.
- Le monde est un tableau. Textes sur l'art moderne et d'avant-garde. J. Chambon, Nîmes 1998.
- Rimbaud, Napoléon, Cherbourg et l'Externet. Joca seria, Nantes 2000.
- Objecteurs. Artmakers. Joca seria, Nantes 2000.
- Stanislas Rodanski. Une folie volontaire.  J.-M. Place, Paris 2002.
- Rimbaud nouveau. Essais sur l'interlocuteur permanent. Rocher, Monaco 2002. (Vorworte von Jean-Luc Steinmetz und Alain Borer)
- Picabia. Assouline, Paris 2002. (Francis Picabia)
- Ode à André Breton. Aldébaran, Bernay 2002.
- Les mots et moi suivi de Poèmes et d'un Entretien avec Philippe Forest. Pleins feux, Nantes 2002.
- (Hrsg.) Anthologie de la poésie française à la première personne du singulier. Rocher, Monaco 2002.
- Vies. Précédé de: Les mots et moi. Poèmes. Gallimard, Paris 2003.
- Miró l'inventeur. Hazan, Paris 2004.
- Caffè Fiorio une heure avant la fin de l'effondrement de Nietzsche. Rocher, Monaco 2004.
- Trans-paradis-express. Poèmes. Gallimard, Paris 2006.
- Manifeste pour Yves Klein. Virgile, Besançon 2006.
- Être-avec. Poèmes. La Différence, Paris 2007.
- "XXe siècle". Essais sur l'art moderne et d'avant-garde. Suivi de: Le fantôme de l'art. Fage, Lyon 2008. (Vorwort von Malek Abbou)
- (mit Patrice Trigano) À l'ombre des flammes. Dialogues sur la révolte. La Différence, Paris 2008.
- Un jeu d'enfants.  Entretien avec Kristell Loquet et Jean-Luc Parant. Illiers-Combray 2009.
- Introït. Angoulême 2013. (illustriert von Philippe Amrouche)
- La vie réinventée à Montparnasse. Paris 2011.